# Tuyết hoa thần kiếm
Tuyết hoa thần kiếm (tiếng Trung: 雪花神劍; tiếng Anh: The Snow is Red) là bộ phim truyền hình cổ trang, chuyển thể từ tiểu thuyết Giáng Tuyết Huyền Sương của nhà văn Ngọa Long Sinh. Bộ phim gồm 40 tập, được phát sóng trên Đài truyền hình Á Châu của Hồng Kông vào năm 1997, sau đó được phát sóng trên Đài truyền hình CCTV Nostalgia Theater.

## Nội dung
Vào cuối thời Nam Tống, thiên hạ nhiễu nhương vì sự tranh giành trục lợi của chánh tà hai phái. Tất cả đều bắt nguồn từ việc muốn làm chủ tấm bản đồ tiềm tàng nhiều thánh vật. Lòng tham lam, sự hung tàn đã tạo nên bao phong ba bão táp khiến cho bao người vô tội phải tắm trong bể máu, bao kẻ hiền lương phải thịt nát xương tan vì mưu đồ của những kẻ cuồng vọng. Chồng thù vợ, cha nghịch con, em giết anh, trò phản bội thầy. Luân lý xã hội bị thay thế bằng những thủ đoạn tàn bạo, những trò bán rẻ lương tâm.
Vì an nguy của cả võ lâm, các bang phái trên giang hồ quyết tâm truy sát Nhiếp Mỵ Nương – một nữ ma đầu có võ công cái thế ôm mộng khôi phục Thánh Giáo…. Cái chết thương tâm của Nhiếp Mỵ Nương đã khiến cho Nhiếp Tiểu Phụng- đứa con gái duy nhất của ả, cũng là tàn dư cuối cùng của Thánh Giáo khắc cốt một mối thâm thù. Mười sáu năm sau, với tất cả những ân, oán, tình, thù, Tiểu Phụng đã khiến giang hồ một lần nữa chìm trong biển máu với những cuộc tàn sát vô cùng thảm khốc….

## Diễn viên
| Diễn viên               | Nhân vật                                              |
| Dương Cung Như          | Mai Giáng Tuyết                                       |
| Trần Vĩ                 | Trần Huyền Sương                                      |
| Cung Từ Ân Phan Bội Vấn | Nhiếp Tiểu Phụng (lúc lớn) Nhiếp Tiểu Phụng (lúc nhỏ) |
| Khương Đại Vệ           | La Huyền                                              |
| Từ Thiếu Cường          | Vạn Thiên Thành                                       |
| Viên Văn Kiệt           | Phương Triệu Nam                                      |
| Mễ Tuyết                | Nhiếp Mỵ Nương                                        |
| Chân Chí Cường          | Trần Thiên Tướng                                      |
| Lô Huệ Quang            | Giáp Sinh                                             |
| Cao Hùng                | Thượng Quan Thiên Bằng                                |
| Ngô Thiếu Cương         | Thượng Quan Vĩ                                        |
| Vương Diễm Na           | Chu Huệ Anh                                           |
| Hoàng Bảo Hân           | Vân Mộng Liên                                         |
| Lê Thục Hiền            | Dư Anh Hoa                                            |
| Tăng Vĩ Minh            | Sử Mưu Độn                                            |
| Lý Nhuận Kỳ             | Thượng Quan Hoàng                                     |
| Mâu Phi Lâm             | Bồ Hồng Ngạc                                          |
| Hoàng Thụ Đường         | Nam quái Vu Kỳ                                        |
| Cam Sơn                 | Bắc quái Tất Hữu                                      |
| Tư Mã Hoa Long          | Chưởng môn chùa Thiếu Lâm (sư thúc của Giác Sinh)     |
| Quan Vĩ Luân            | Chu Bội                                               |
| Mã Tông Đức             | Đại Phương Thiền Sư                                   |
| Vĩ Liệt                 | Ngôn Lăng Phủ                                         |
| Tiêu Kiện Khanh         | Nhiếp Tinh Tà                                         |